# Fraternisation

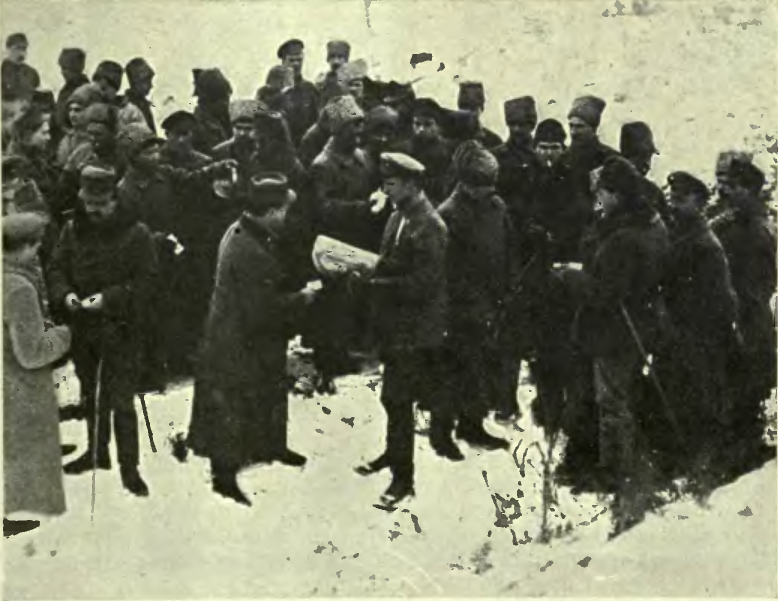
Troupes russes et austro-hongroises fraternisant lors des négociations de paix à Brest-Litovsk, hiver 1917-1918.

Une fraternisation est un cas où, durant un conflit civil ou armé, des membres de partis opposés cessent les hostilités à la suite d'un renversement des convictions de l'un des deux camps ou de l'accord sur un but commun. Également dénommée fraternisation avec l'ennemi, les autorités militaires considèrent la plupart du temps les fraternisations comme des cas de mutinerie.

## Étude
Dans La Mise en scène de la vie quotidienne, le sociologue Erving Goffman montre que la fraternisation se produit couramment entre deux groupes humains qui, de par des conventions sociales, devraient être, dans une situation donnée, antagonistes. Ainsi, lorsque deux groupes se disputent, et qu'ils font appel à des experts pour les défendre, il est fréquent que ces experts, bien que officiellement au service de groupes opposés, s'arrangent ensemble pour régler le conflit. Au cours de négociations entre patronats et ouvriers, il arrive que les avocats des deux camps, de façon ponctuelle, échangent des regards complices ou s'entendent pour réguler le conflit. Des phénomènes de fraternisation existent aussi dans les parlements, par les fonctionnaires qui assistent leur ministre. Lorsque les discussions s'éternisent la nuit, ces fonctionnaires, normalement au service exclusif de leur ministre pendant leur temps de travail, fréquentent d'autres employés d'autres services de l'État, eux aussi contraints de s'adapter aux horaires parlementaires, pour étendre leur carnet d'adresse.
Ces fraternisations discrètes entre experts ne sont pas obligatoirement mauvaises pour les intérêts de leurs clients antagonistes ; cependant, elles sont potentiellement mauvaises pour l'impression que ces clients voudraient donner à l'extérieur. Aussi, dans certains cas, ces fraternisations de camps conventionnellement adverses sont purement et simplement interdites par le règlement qui les concerne : dans les équipes de baseball aux États-Unis, dont les supporters sont notoirement antagonistes, les joueurs d'équipes sportivement opposées ont interdiction de montrer de quelconques signes d'amitié en dehors des matchs, de façon à maintenir la fiction de l'affrontement.
Une fraternisation entre groupes conventionnellement opposés ne se produit pas seulement par des experts, mais chaque fois qu'apparait un conflit de loyauté. Des personnes, normalement opposées de par le groupe dont elles font socialement partie, se mettent à former un groupe coopératif en cachette. Pour éviter que leur alliance ne soit publiquement reconnue, elles se retrouve en général dans une zone clairement définie, où la fraternisation se développe. Il s'agit d'une nouvelle échelle de conventions. Par exemple, dans les hôpitaux psychiatriques, il y a souvent un endroit où malades et soignants se retrouvent et jouent aux cartes, et parlent de tout, étant bien entendu que, dans cette zone, les soignants ne doivent pas exercer leur pouvoir de coercition. Dans les navires, la cuisine est souvent un lieu où un équipier pourra exposer son point de vue, même en présence d'officiers, sans craindre les foudres de la discipline. Il arrive aussi, que, pour empêcher une grève, un patron prend provisoirement fait et cause de ses employés, en dehors de la présence de son banquier, avec qui il est en réalité allié mais en discussion difficile.

## Exemples de fraternisation
- 1871 : Pendant la Commune de Paris, la troupe fraternise avec les insurgés et Communards. On cite notamment le 88e régiment d'infanterie de marche lors du soulèvement du 18 mars 1871.
- 1907 : Fraternisation du 17e régiment d'infanterie de ligne avec la population biterroise durant la révolte des vignerons du Languedoc.
- 1914-1915 : Trêve de Noël, brefs cessez-le-feu non officiels qui ont eu lieu pendant le temps de Noël et le Réveillon de Noël entre les troupes allemandes, britanniques et françaises dans les tranchées lors de la Première Guerre mondiale, en particulier celles entre les troupes britanniques et allemandes stationnées le long du front de l'Ouest en 1914, et dans une moindre mesure en 1915.
- 16 mai 1958 : à la suite du putsch d'Alger, des manifestations de « fraternisation » entre Européens et musulmans ont lieu sur la place du Forum (Esplanade de l'Afrique) à Alger
- 2011 : Pendant la Révolution égyptienne, fraternisation des policiers et des protestataires à Alexandrie.

## Cas limite
Cas le plus célèbre, la trêve de Noël, intervenue le temps de Noël et le Réveillon de Noël entre les troupes allemandes, britanniques et françaises dans les tranchées lors de la Première Guerre mondiale, est davantage une trêve qu'une fraternisation. Il y a cessez-le-feu, mais pas nécessairement conviction commune que le combat doit s'arrêter à la suite d'un accord sur un but commun rendant les combats injustifiés. Le film Joyeux Noël met en scène ces événements.